# Каліко-Рок (Арканзас)
Каліко-Рок (англ. Calico Rock) — місто (англ. city) в США, в окрузі Ізард штату Арканзас. Населення — 888 осіб (2020).

## Географія
Каліко-Рок розташоване на висоті 125 метрів над рівнем моря за координатами 36°7′19″ пн. ш. 92°7′31″ зх. д. / 36.12194° пн. ш. 92.12528° зх. д. (36.122021, -92.125285). За даними Бюро перепису населення США в 2010 році місто мало площу 12,53 км², з яких 12,37 км² — суходіл та 0,16 км² — водойми.

## Демографія
Згідно з переписом 2010 року, у місті мешкало 1545 осіб у 454 домогосподарствах у складі 255 родин. Густота населення становила 123 особи/км². Було 546 помешкань (44/км²).
Расовий склад населення:
| - 87,9 % — білих - 9,4 % — чорних або афроамериканців - 0,4 % — азіатів - 0,3 % — корінних американців - 1,0 % — осіб інших рас |

До двох чи більше рас належало 1,0 %. Іспаномовні складали 2,7 % від усіх жителів.
За віковим діапазоном населення розподілялося таким чином: 10,9 % — особи молодші 18 років, 70,3 % — особи у віці 18—64 років, 18,8 % — особи у віці 65 років та старші. Медіана віку мешканця становила 43,3 року. На 100 осіб жіночої статі у місті припадало 177,4 чоловіків; на 100 жінок у віці від 18 років та старших — 198,7 чоловіків також старших 18 років.
Середній дохід на одне домашнє господарство становив 38 981 долар США (медіана — 20 526), а середній дохід на одну сім'ю — 40 705 доларів (медіана — 32 059). За межею бідності перебувало 30,4 % осіб, у тому числі 44,7 % дітей у віці до 18 років та 9,2 % осіб у віці 65 років та старших.
Цивільне працевлаштоване населення становило 280 осіб. Основні галузі зайнятості: освіта, охорона здоров'я та соціальна допомога — 34,6 %, виробництво — 27,1 %, роздрібна торгівля — 8,9 %, сільське господарство, лісництво, риболовля — 6,8 %.
За даними перепису населення 2000 року в Каліко-Року проживав 991 особа, 264 родини, налічувалося 428 домашніх господарств і 526 житлових будинків. Середня густота населення становила близько 106,9 осіб на один квадратний кілометр. Расовий склад Каліко-Рока за даними перепису розподілився таким чином: 97,07 % білих, 0,20 % — чорних або афроамериканців, 0,71 % — корінних американців, 0,20 % — азіатів, 0,10 % — вихідців з тихоокеанських островів, 1,31 % — представників змішаних рас, 0,40 % — інших народів. Іспаномовні склали 2,22 % від усіх жителів міста.
Із 428 домашніх господарств в 27,8 % — виховували дітей віком до 18 років, 45,8 % представляли собою подружні пари, які спільно проживали, в 12,6 % сімей жінки проживали без чоловіків, 38,3 % не мали сімей. 35,5 % від загального числа сімей на момент перепису жили самостійно, при цьому 17,1 % склали самотні літні люди у віці 65 років та старше. Середній розмір домашнього господарства склав 2,20 осіб, а середній розмір родини — 2,85 осіб.
Населення міста за віковим діапазоном за даними перепису 2000 року розподілилося таким чином: 23,9 % — жителі молодше 18 років, 6,8 % — між 18 і 24 роками, 24,6 % — від 25 до 44 років, 21,9 % — від 45 до 64 років і 22,8 % — у віці 65 років та старше. Середній вік мешканця склав 40 років. На кожні 100 жінок в Каліко-Року припадало 90,6 чоловіків, у віці від 18 років та старше — 76,2 чоловіків також старше 18 років.
Середній дохід на одне домашнє господарство в місті склав 23 200 доларів США, а середній дохід на одну сім'ю — 31 328 доларів. При цьому чоловіки мали середній дохід в 20 833 долара США на рік проти 18 125 доларів середньорічного доходу у жінок. Дохід на душу населення в місті склав 14 305 доларів на рік. 20,2 % від усього числа сімей в окрузі і 26,2 % від усієї чисельності населення перебувало на момент перепису населення за межею бідності, при цьому 41,9 % з них були молодші 18 років і 15,1 % — у віці 65 років та старше.